# لاک‌پشت گازگیر آمریکای مرکزی

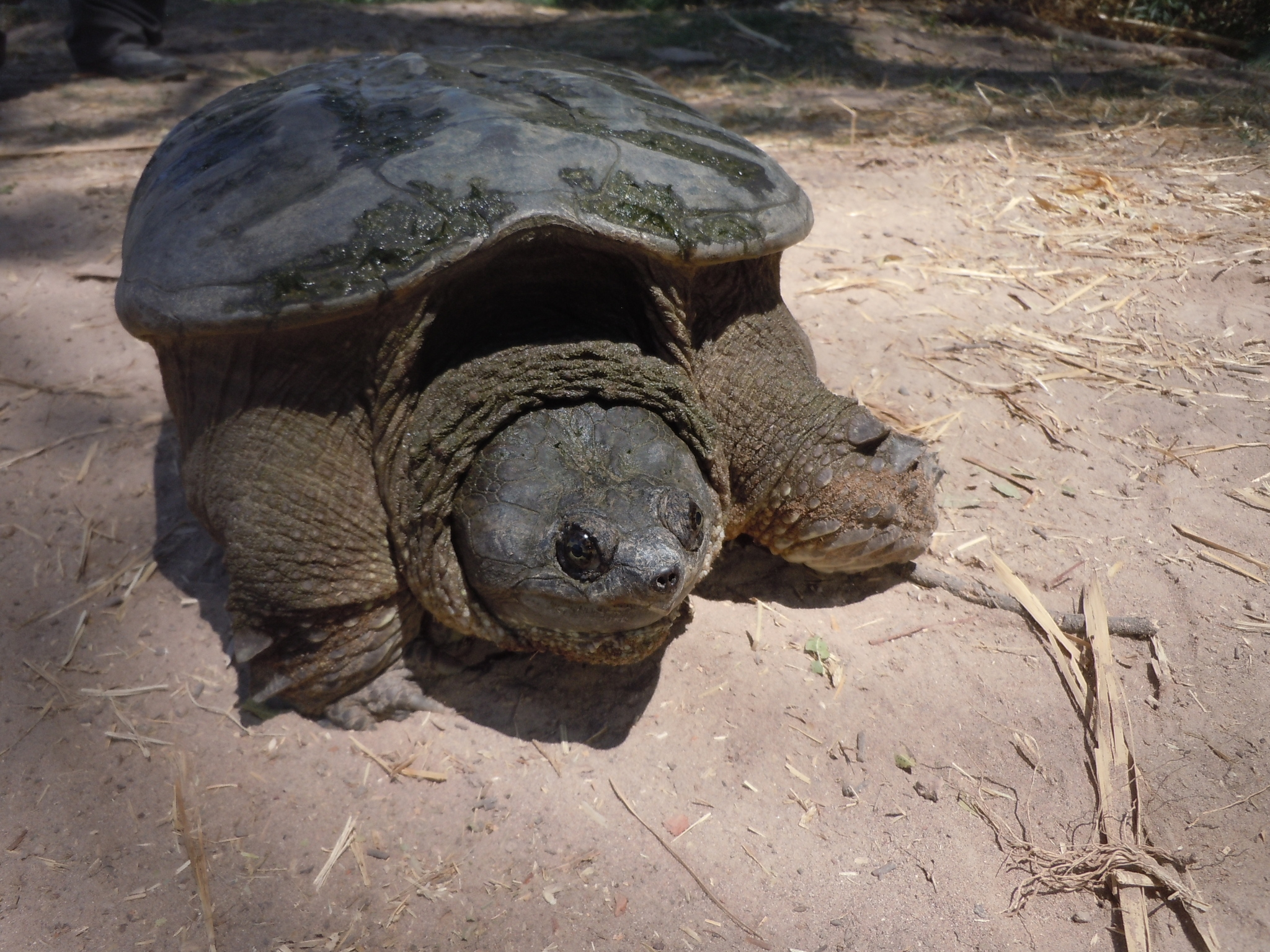
لاکپشت گازگیر

لاک‌پشت گازگیر آمریکای مرکزی (نام علمی: Chelydra rossignonii) نام یک گونه از تیره گازگیران است.